# Apostichopus
Apostichopus — род голотурий, семейства Stichopodidae. Типовой вид Stichopus japonicus Selenka, 1867, ныне известный как Apostichopus japonicus (Selenka, 1867). Длина тела от 7,5 (Apostichopus californicus) до 30 (Apostichopus japonicus) см. Обитают в Тихом океане от умеренных до тропических вод. Бентосные животные, встречаются на глубине от 0 до 200 м на мягких, твёрдых и смешанных грунтах. Эти голотурии безвредны для человека и съедобны, Apostichopus japonicus является ценным объектом промысла и аквакультуры, Apostichopus parvimensis служит объектом промысла.

## Виды
На февраль 2025 года в род включают 8 видов:
- Apostichopus armatus (Selenka, 1867)
- Apostichopus californicus (Stimpson, 1857)
- Apostichopus japonicus (Selenka, 1867)
- Apostichopus johnsoni (Théel, 1886)
- Apostichopus leukothele (Lambert, 1986)
- Apostichopus multidentis (Imaoka, 1991)
- Apostichopus nigripunctatus (Augustin, 1908)
- Apostichopus parvimensis (H.L. Clark, 1913)

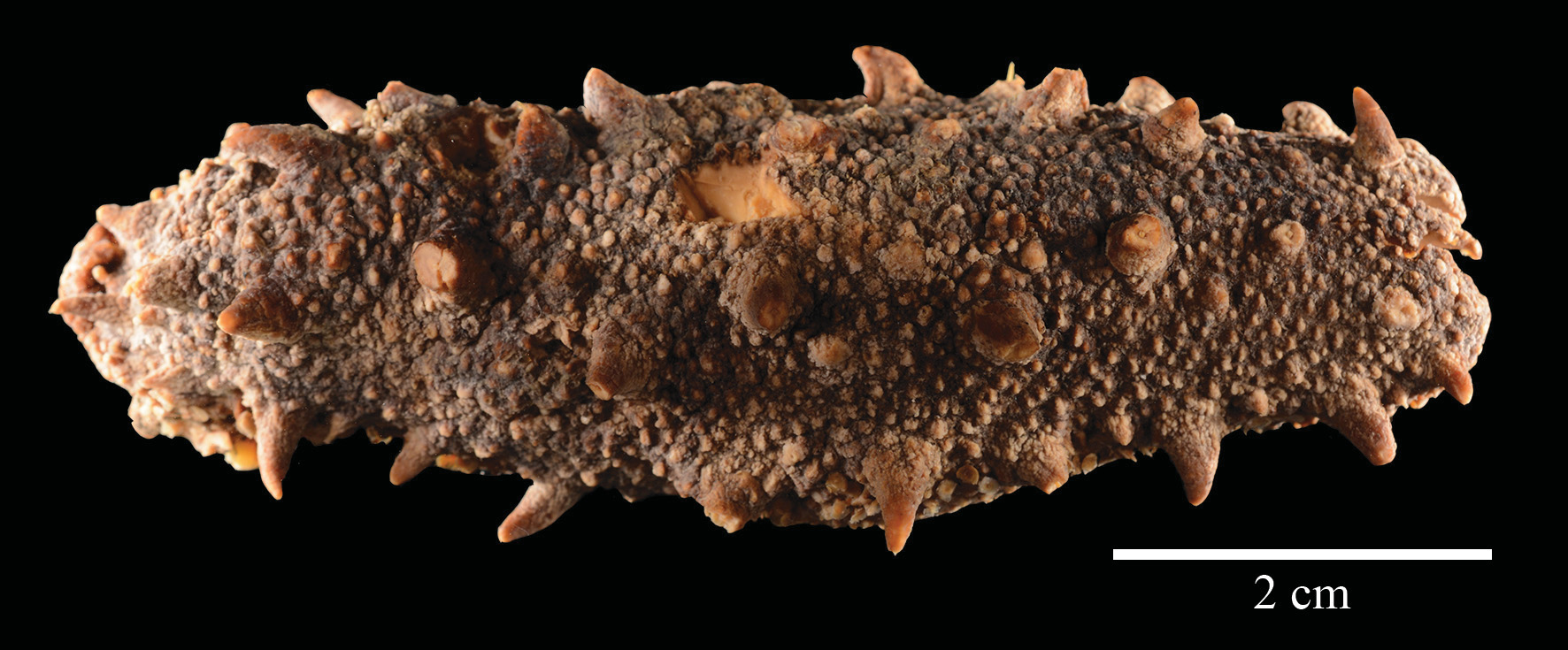
Apostichopus armatus
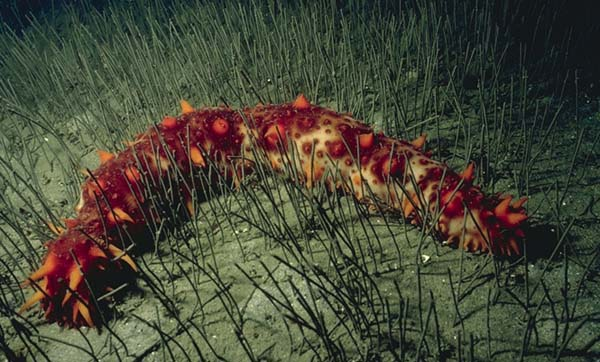
Apostichopus californicus
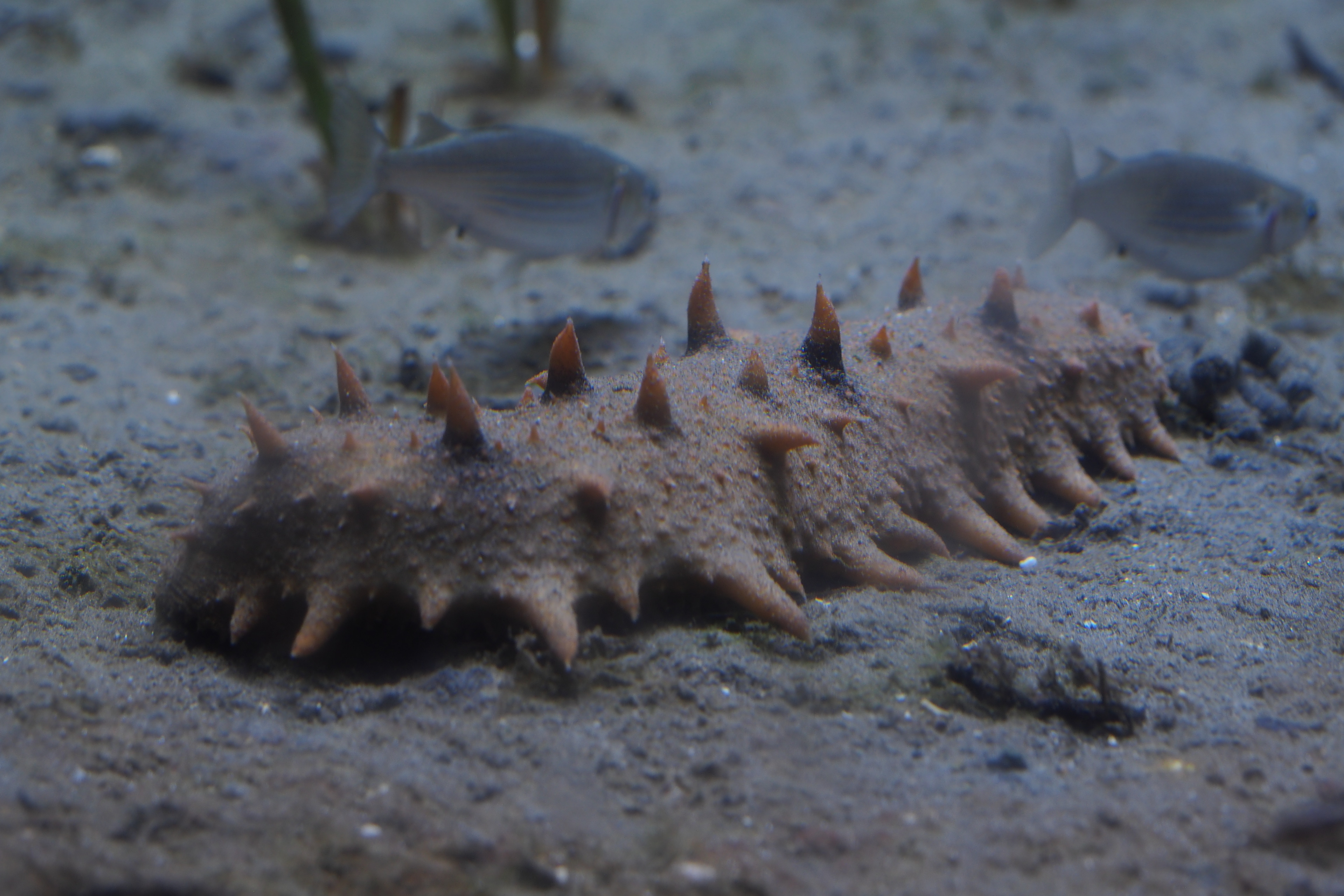
Apostichopus japonicus
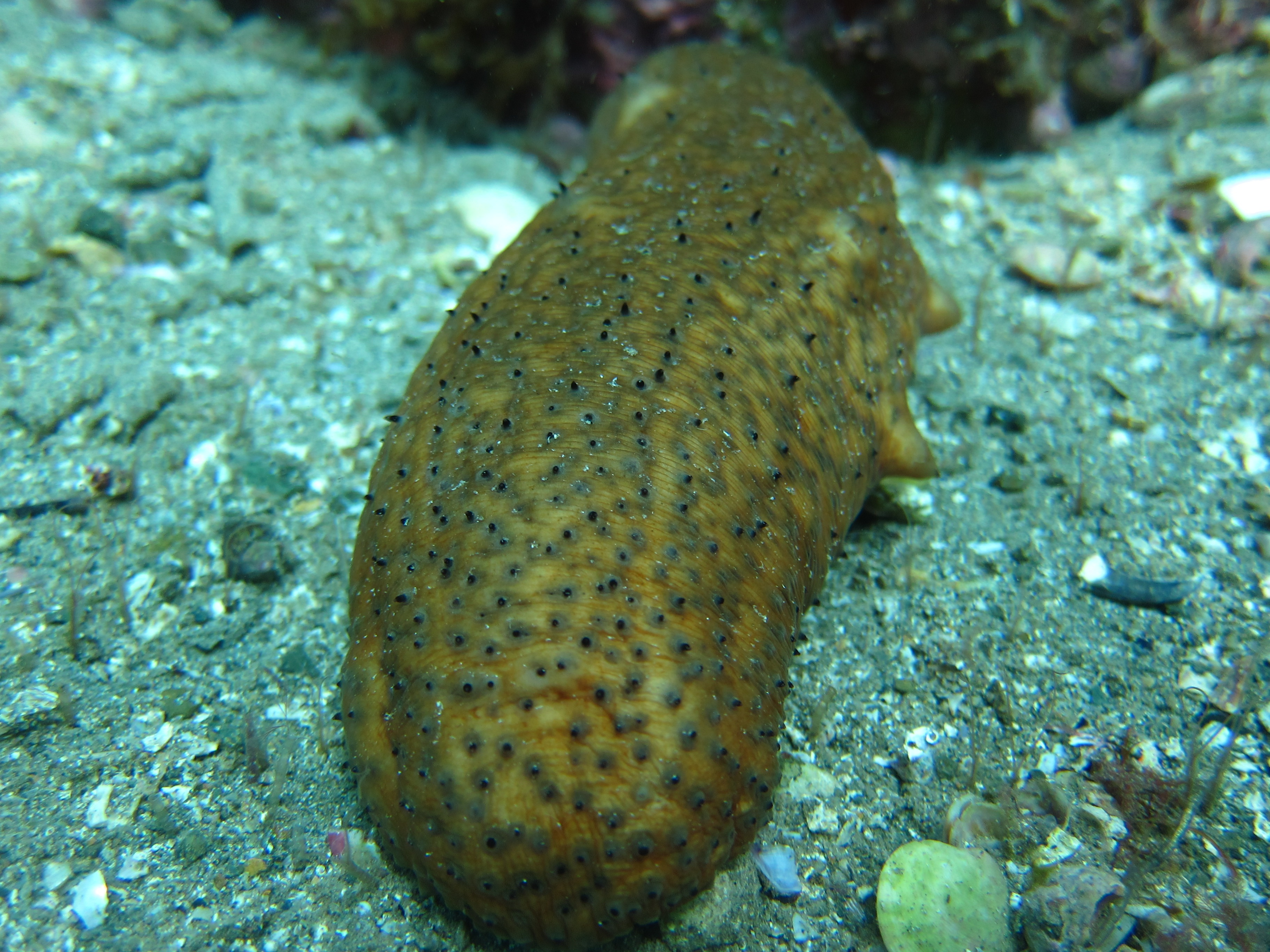
Apostichopus parvimensis